# گریدلژ
گریدلژ (انگلیسی: TŽV Gredelj) شرکت ترابری ریلی کروات است، که در سال ۱۸۹۴ تأسیس شد.